# Vespertilionoidea
Vespertilionoidea – nadrodzina ssaków z podrzędu mroczkokształtnych (Vespertilioniformes) w obrębie rzędu nietoperzy (Chiroptera).

## Rozmieszczenie geograficzne
Nadrodzina obejmuje gatunki występujące na wszystkich kontynentach (oprócz Antarktydy).

## Podział systematyczny
Do nadrodziny należą następujące występujące współcześnie rodziny:
- Natalidae J.E. Gray, 1866 – lejkouchowate
- Molossidae P. Gervais, 1856 – molosowate
- Miniopteridae Mein & Tupinier, 1977 – podkasańcowate
- Cistugidae Lack, Roehrs, Stanley, Ruedi & Van Den Bussche, 2010 – włosiakowate
- Vespertilionidae J.E. Gray, 1821 – mroczkowate

Opisano również rodzinę wymarłą:
- Philisidae Sigé, 1985